# Santa María de Villandás
Santa María de Villandás (asturisk: Santa María Villandás) er et sogn i Grado kommune, som ligger omtrent midt i fyrstendømmet Asturien. Det har en befolkning på 123 indbyggere  fordelt på 135 boliger. Sognet har en udstrækning på 12,40 km².
Sognet ligger i den midtvestlige del af kommunen. Det grænser til sognene Pereda og Sorribas mod nord. Mod øst er det Ambás og mod sydøst Santianes. Mod syd grænser sognet op til Restiello og mod sydvest til Vigaña. Endelig grænser sognet mod vest op til Belmonte, San Martín de Lodón og San Bartolomé.
Sognets gennemsnitlige højde når lige 470 m, og det ligger ca. 13 km fra Grado, kommunens hovedby, når man måler langs landevejen AS-311.
Blandt sognets arkitektur kan man fremhæve vagttårnet i Villandás, som blev dynamitsprængt af naboerne i 1935, og hvis byggestil kunne sammenlignes med tårnet i Villanueva, i sognet Pereda. Desuden Sankt Estebans kapel, som har et enkelt skib og en firkantet apsis, som er typisk for den landligt asturiske, romanske stilart.
Guds Moders kirke findes i selve landsbyen Santa María de Villandás. Her afholdes festen for Vor Frue af Rosariet på den første søndag i oktober under gejstlig nærværelse og tidligere også med deltagelse af pilgrimme.
Endelig er der optegnet en landbolig blandt Oviedokirkens besiddelser i Villandás. Den er nævnt i en oversigt over de besiddelser som denne institution kunne føre tilbage til det 12. århundrede.

## Befolkningstal
Ifølge en optælling i 2009 bestod sognet af indbyggerne i:
- La Cabaña (landsby): 2 indbyggere.
- La Campusa (landbolig): ubeboet..
- Capítulo (Capítulu) (landbolig): 2 indbyggere.
- La Fueja (La Fuexa) (lokalitet): 11 indbyggere.
- El Gorrión (El Gurrión) (landbolig): 3 indbyggere.
- Los Lodos (Los Llodos) (landsby): 7 indbyggere.
- Puente de Seaza (El Puente Seaza) (landbolig): affolket.
- Robledo (Robléu) (landsby): 10 indbyggere.
- Rozallana (landbolig): 5 indbyggere.
- Santa María de Villandás (landsby): 8 indbyggere.
- Seaza (landsby) (lokalitet): 23 indbyggere.
- Villandás (lokalitet): 32 indbyggere.
- Vío del Pedrouco (Víu'l Pedroucu) (landsby): 13 indbyggere.
- Vío del Pico (Víu'l Picu) (landsby): 7 indbyggere.